# Erich von Salzmann

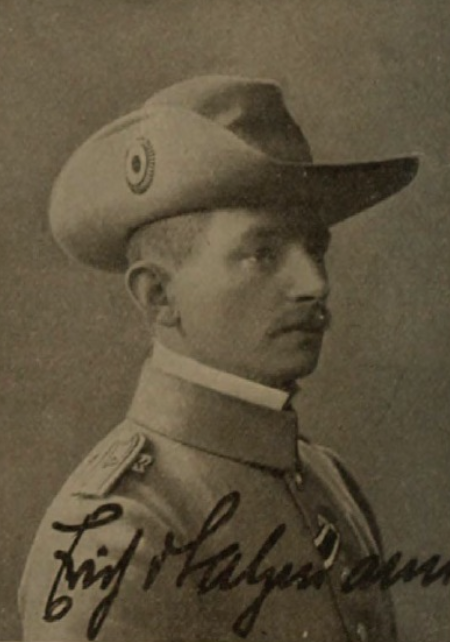
Erich von Salzmann als Offizier der Schutztruppe

Erich Salzmann, seit 1900 von Salzmann (* 22. Juli 1876 in Stettin; † 1. Dezember 1941 in Shanghai) war ein deutscher Offizier und Journalist.

## Leben

### Familie
Erich von Salzmann war Sohn des geadelten preußischen Generalleutnant Paul von Salzmann.

### Karriere
Erich von Salzmann schlug wie sein Vater eine militärische Laufbahn ein und wurde im August 1894 zum Leutnant im Feldartillerie-Regiment von Podbielski (1. Niederschlesisches) Nr. 5 ernannt. In den nächsten Jahren meldete er sich 1900 als Freiwilliger für den Ostasiatischen Expeditionskorps für die Niederschlagung des Boxeraufstandes im Kaiserreich China. Nach Ende der Kampfaktivitäten unternahm er mit einer chinesischen Begleitung nach dreijähriger Stationierung einen 6000 km Distanzritt von Tientsin bis Samarkand. Er wurde 1903 in der preußischen Armee erneut angestellt und dem Neumärkischen Feld-Artillerie-Regiment Nr. 54 zugeteilt. Im gleichen Zeitraum erfolgte seine Abkommandierung zur preußischen Kriegsakademie in Berlin, wobei er sich im Januar 1904 aufgrund des Aufstandes der Herero und Nama freiwillig für die Schutztruppe für Deutsch-Südwestafrika meldete. Am 22. Januar 1904 wurde er zum Oberkommando der Schutztruppen unter Oberstleutnant Max Ohnesorg bestellt, welcher ihm eine Verwendung in nächster Zeit zusagte. Am 28. März desselben Jahres wurde er dann bei der Schutztruppe eingestellt und der Feldbatterie unter Hauptmann Friedrich Stahl zugeteilt. Während einem Patrouillenritt wurde ihm das Fußgelenk abgeschossen, weshalb er nach vielmonatigem Krankenhausaufenthalt im Januar 1905 schwer verwundet nach Deutschland zurückkehrte. Er nahm alsbald seinen Abschied aus dem aktiven Heeresdienst und wurde zur Disposition gestellt. Er war so nachfolgend als Schriftsteller und Journalist tätig. 1912 erhielt er den Charakter eines Hauptmanns. Er erklomm zwischen Juni und Juli 1914 den Aconcagua und war noch nach Ausbruch des Ersten Weltkrieges in Chile.

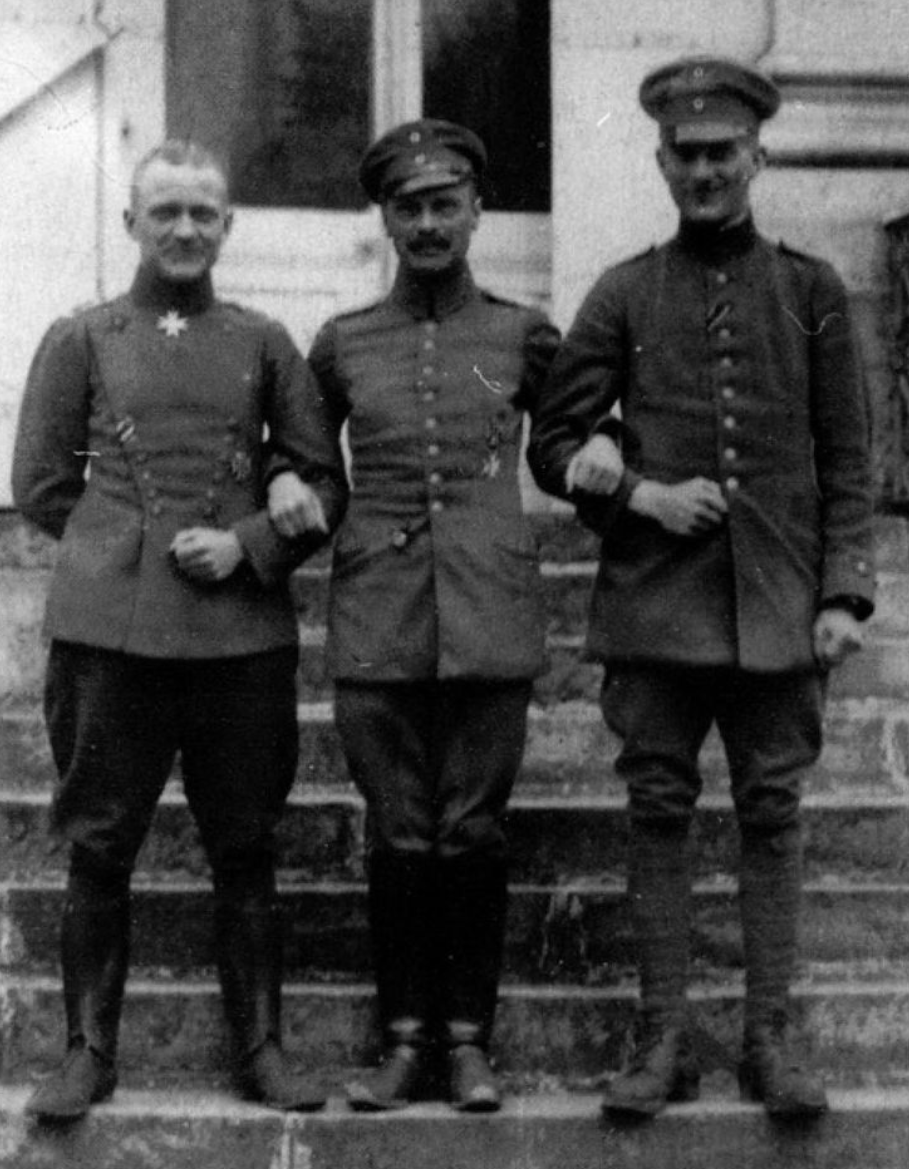
Erich von Salzmann (Mitte) mit Manfred und Lothar von Richthofen

Er unternahm eine abenteuerliche Reise nach Deutschland und wurde als Offizier reaktiviert, sowie dem Reservefeldartillerieregiment Nr. 46 zugeteilt. Als Hauptmann a. D. und Batteriechef der 1. Batterie wurde er am 16. Januar 1915 schwer verwundet. Zuletzt diente er bei der II. Ersatz-Abteilung des Holsteinischen Feldartillerie-Regiment Nr. 24 und schied als Hauptmann aus dem aktiven Heeresdienst aus. Er war für die restliche Dauer des Weltkrieges Mitarbeiter der Vossischen Zeitung. Er diente zudem als Ghostwriter für Manfred Freiherr von Richthofen (von den Gegnern als "Red Baron" bezeichnet) und war für die 1917 entstandene autobiografische Schrift Der Rote Kampfflieger verantwortlich.
In der Nachkriegszeit lebte er in China, wo er als Schriftsteller aktiv war. Alma Karlin war zeitweilig als seine Assistentin tätig.

## Werke
- Im Sattel durch Zentralasien; 6000 Kilometer in 176 Tagen. 1903
- Im Kampfe gegen die Herero. D. Reimer, 1905
- Das revolutionäre China. D. Reimer, 1913
- Ueber die Weltmeere zur deutschen Front in Flandern, eine Kriegsodyssee. Velhagen & Klasing, 1915
- Gelb gegen Weiß. Aus dem Freiheitskampf Asiens. 1925
- China siegt. Hanseatische Verlagsanstalt, 1929
- Das Geheimnis des Nashornbechers. Roman aus dem heutigen China. G. Müller, 1929